# Pancolar

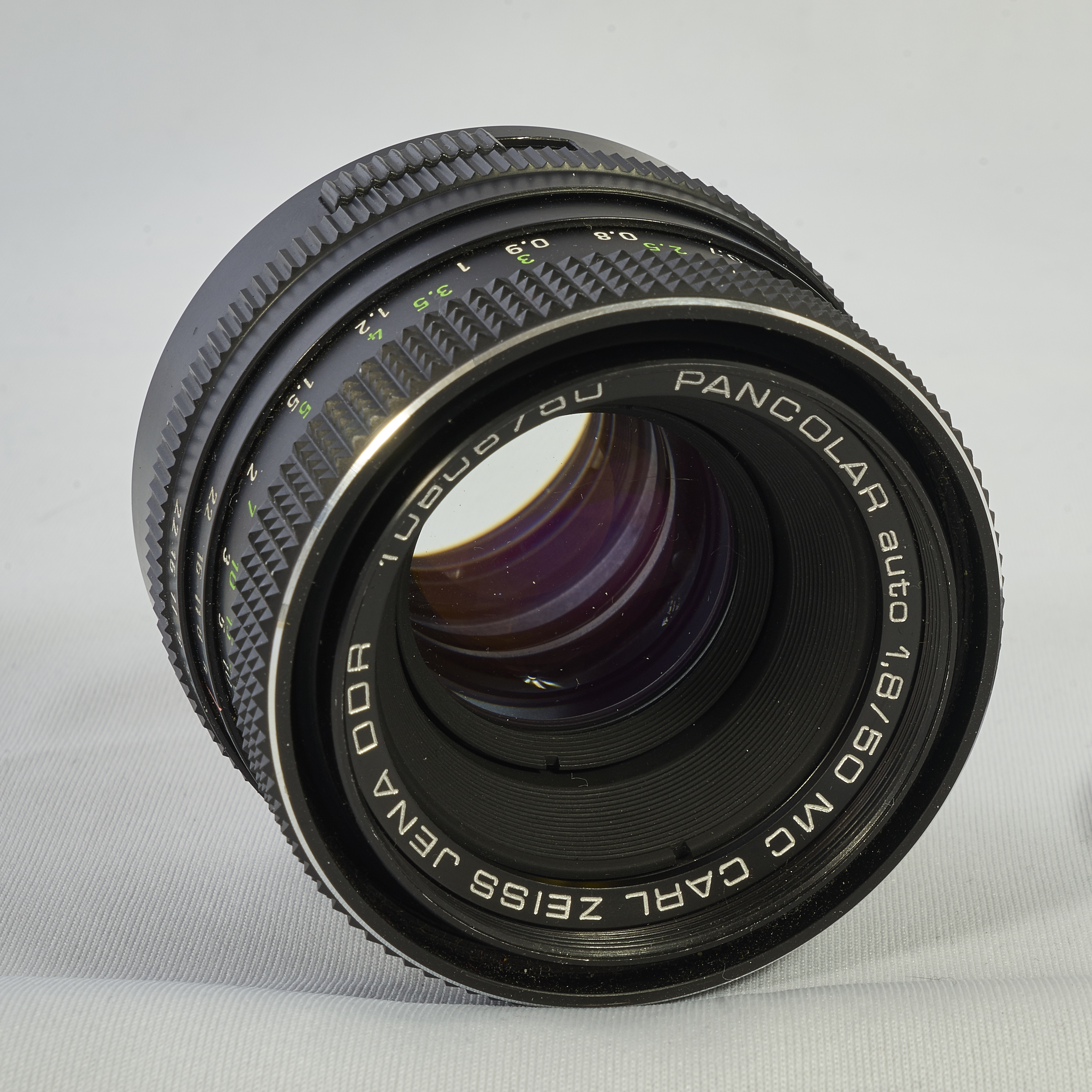
Carl Zeiss Jena Pancolar 50 mm f/1.8

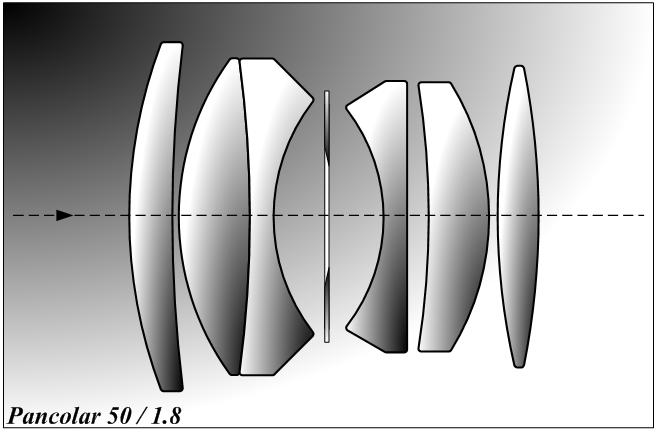
Aufbau Zeiss Pancolar 1,8/50 mm (zweite Version mit Rechnungsabschluss vom Mai 1967)

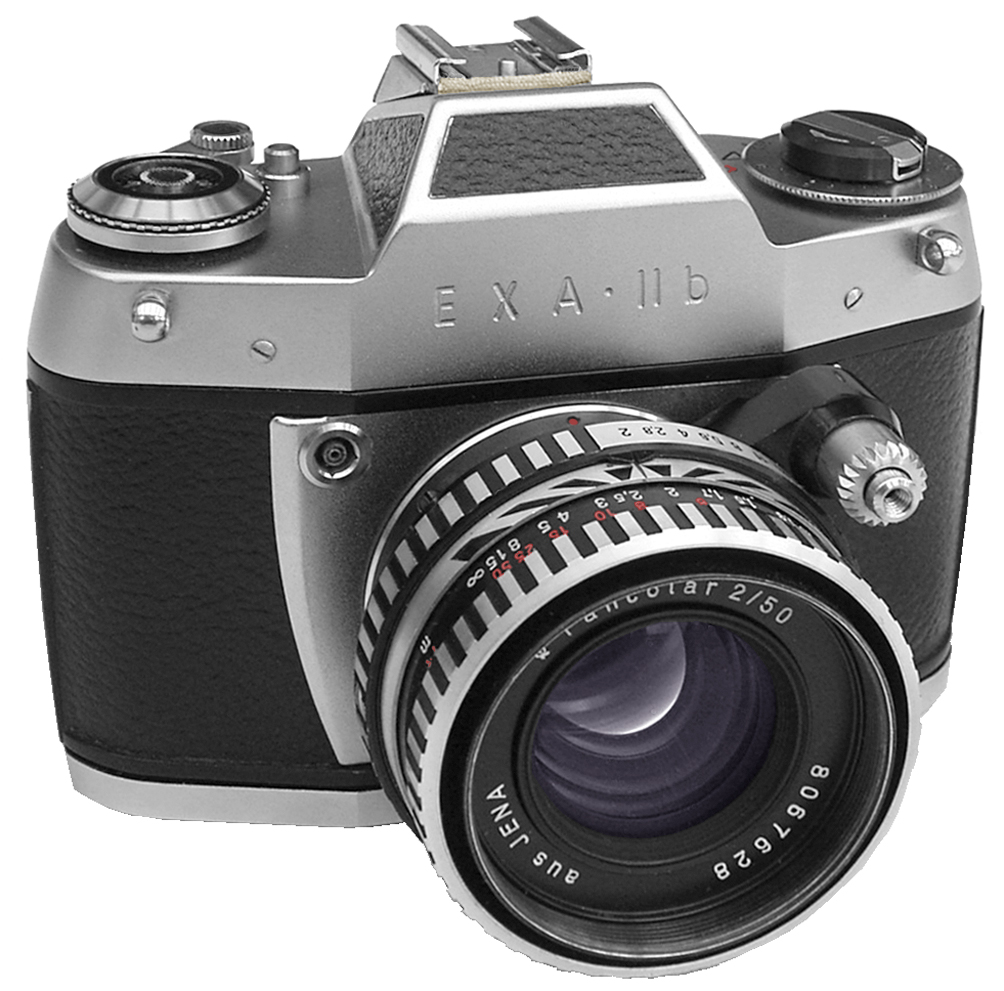
Spätes Pancolar 2/50 mm aus dem Jahre 1968. Im Jahr darauf wurde die Herstellung dieses Typs eingestellt.

Pancolar ist die Marke einer Objektivserie des VEB Carl Zeiss Jena.
Das Pancolar gehört in die große Gruppe moderner Objektive, die auf dem Grunddesign des Gaußschen Doppelobjektivs mit verkitteten inneren Zerstreuungslinsen beruhen, wie es bei Zeiss in Form des Planars in den 1890er Jahren entwickelt worden war. Das Pancolar ist eine Weiterentwicklung des Biotars, das von Willy Merté im Jahre 1927 patentiert wurde. Wie all diese modernen, lichtstarken Gaußtyp-Abwandlungen zeichnet es sich durch mehr oder weniger ausgeprägte Asymmetrien im Aufbau aus. Objektive unter der Markenbezeichnung Pancolar wurden in Normal- und Portraitbrennweiten hergestellt und genießen einen sehr guten Ruf für ihre Abbildungsqualität.

## Objektive

### Pancolar 2/50 mm
Dieses Objektiv geht auf Entwicklungsarbeiten zurück, die unter der Leitung Harry Zöllners in den Jahren 1952 bis 1954 durchgeführt wurden. Ziel war es, bei Aufrechterhaltung der Bildgüte des seit 1936 gelieferten Biotares 2/58 mm die Brennweite auf den Nennwert von 50 mm zu verkürzen. Bei dem zunächst als "Biotar 2/50 mm" bezeichneten Objektiv, das wie sein Vorgänger mit sechs Linsen in vier Gruppen aufgebaut war, kamen in den vier Sammellinsen modernes Lanthan-Schwerkronglas sowie in einer der beiden Zerstreuungslinsen neuartiges Tiefflint zum Einsatz. Die Serienfertigung erfolgte ab Januar 1957 dann jedoch unter der Bezeichnung "Flexon 2/50". Bereits nach kurzer Fertigungsdauer musste diese Produktbezeichnung aber erneut aufgegeben und zu "Pancolar 2/50" geändert werden, da bereits die US-amerikanische Firma Exxon Mobile den Markennamen "Flexon" für sich gesichert hatte.

### Pancolar 1,8/50 mm (1. Version)
Zu Beginn der 1960er Jahre konnte der VEB Jenaer Glaswerk Schott & Genossen ein neues Lanthan-Thorium-Schwerstkronglas zur Verfügung stellen, das es erlaubte, das Pancolar noch lichtstärker zu machen und zugleich eine bislang nicht gekannte Abbildungsleistung zu erreichen. Dieses unter Wolf Dannberg geschaffene Pancolar 1,8/50 mm folgte dem Grundaufbau des bisherigen Flexon/Pancolar 2/50, wobei nun vier der sechs Linsen aus dem hochbrechenden Schwerstkronglas bestanden. Herausgebracht im Jahre 1965, fand der Hauptteil der Produktion dieses Objektives in den Jahren 1968 bis 1970 statt. Die umfangreiche Verwendung des neuen Hochleistungsglases ließ die Fertigung dieses Objektives jedoch aufwendig und teuer werden. 

### Pancolar 1,8/50 mm (2. Version)
Bereits kurz nachdem 1965 eine erste Kleinserie des neuen Pancolares 1,8/50 mm angelaufen war, wurden in der Abteilung Photo des VEB Carl Zeiss JENA erneute Entwicklungsarbeiten aufgenommen, um ein lichtstarkes Normalobjektiv zu schaffen, das ohne teures Schwerstkronglas auskam. Dazu wurde der Biotar-Aufbau modifiziert und das hintere Kittglied in zwei einzeln stehende Linsen aufgespaltet, wodurch an dieser Stelle eine zerstreuend wirkende Luftlinse in das System eingeführt werden konnte. Anstelle der thoriumhaltigen Schwerstkrongläser kamen bei diesem neuen Pancolar 1,8/50 mm wieder Lanthan-Krongläser zum Einsatz, was sich positiv auf die Transparenz und die Farbwiedergabe auswirkte. In mehrfach an die Kameraentwicklung angepassten Objektivfassungen, die als Besonderheit im Vergleich zu anderen zeitgenössischen Objektiven die geringe Naheinstellgrenze von 35 cm boten, wurde diese zweite Version des Pancolares 1,8/50 mm zwischen 1970 und 1986 in hohen Stückzahlen optisch unverändert gefertigt. Ab 1976 wurde lediglich eine Mehrschichtvergütung ("MC") eingeführt.

### Pancolar 1,4/55 mm
Parallel zur 1. Version des Pancolares 1,8/50 wurde auch eine Variante mit der noch höheren Lichtstärke 1:1,4 in Angriff genommen, die ebenfalls durch das damals neuartige Schwerstkronglas SSK11 des VEB JENAer Glaswerk möglich geworden war. Diesem Ergebnis gingen nicht weniger als sieben Versuchsobjektive voraus, wobei dem späteren Serienobjektiv der achte Versuch V358 mit Rechnungsabschluss vom 26. August 1963 zugrunde liegt. Im Anbetracht dieser Entstehungszeit handelte es sich um ein außergewöhnlich leistungsfähiges hochlichtstarkes Normalobjektiv, das nach internen vergleichenden Untersuchungen des Herstellers zu den Spitzenkonstruktionen des Weltmarktes gehörte. Die Auswertung der Quellenüberlieferung des Herstellers lässt andererseits aber auch erkennen, dass schon vor Anlauf der Serienfertigung intern die Farbortsverschiebung bemängelt wurde, die durch den Einsatz des Schwerstkronglases in vier der sieben Linsen hervorgerufen wurde. Heute ist bekannt, dass sich dieser Fehler durch die Instabilität des thoriumhaltigen Glases mit den Jahren weiter verschärfte und den Gebrauchswert der Objektive nachträglich minderte. Zwischen 1967 und 1971 wurden nur etwas über 5000 Stück produziert. Alle Objektive waren mit der aufwendigen mechanischen Blendenwertübertragung der Profi-Kamera Pentacon Super versehen, die für die Verwendung an anderen Kameras mit M42-Gewinde abgeschaltet werden konnte.

### Pancolar 1,4/75 mm
Um das Biotar 1,5/75 mm aus dem Jahre 1938 abzulösen, hatten Harald Meanz und Rudolf Wanke in der ersten Hälfte der 1960er Jahre auch ein neues lichtstarkes Objektiv im Bereich der sogenannten Portraitbrennweiten neu geschaffen. Dieses unter der Nummer DD48.055 vom 9. September 1964 patentierte Pancolar 1,4/75 mm zeichnete sich dadurch aus, dass alle Verkittungen des Biotar-Typus vollständig aufgelöst wurden, was zu einem Aufbau von sieben Linsen in sieben Gruppen führte. Obgleich dieses Objektiv auf die teuren und in der Verarbeitung problematischen Thorium-Schwerstkrongläser verzichtete, wurden nur 550 Exemplare gefertigt. Wie das Pancolar 1,4/55 war auch hier die Fassung auf die Verwendung an der Pentacon Super ausgelegt.

### Pancolar 1,4/50 mm
Unter dieser Arbeitsbezeichnung wurden unter Leitung von Eberhard Dietzsch in der zweiten Hälfte der 1970er Jahre Entwicklungen zu einem zeitgemäßen Normalobjektiv der Lichtstärke 1:1,4 aufgenommen, die zunächst sehr eng an einem derartigen Objektiv der japanischen Firma Olympus angelehnt waren. Um das Objektiv von den nur aus der Sowjetunion beziehbaren, extrem hochbrechenden Lanthan-Flintgläsern auf in der DDR verfügbare Glasarten umzustellen, wurde die Grundkonstruktion mit ihren sieben Linsen in sechs Gruppen durch sorgfältige Rechenarbeit ertüchtigt, was im Patent DD146.860 vom 28. Dezember 1979 zum Ausdruck kommt. Dieses Objektiv wurde unter der Bezeichnung "Prakticar 1,4/50" für die damals aktuelle Praktica B200 auf den Markt gebracht.
Da auch in diesem Objektiv noch das Schwerstkron SSK11 zum Einsatz kam, wurde das Prakticar 1,4/50 mm bei unveränderter Grundkonstruktion von Günther Benedix und Utz Schneider nachträglich auf thoriumfreie Glasarten umgestellt, ohne dass Zugeständnisse an die Bildleistung gemacht werden mussten, was im Patent DD214.946 vom 2. Mai 1983 zum Ausdruck kommt. Dieses Prakticar wurde mit einer leicht abgewandelten Fassung bis in den Sommer 1990 gefertigt.

### Fassungen und Bezeichnungen
Carl Zeiss Jena stellte diese Objektive für das M42-Objektivgewinde, das Praktina- und das Exakta-Bajonett her. Ab 1978 wurden Pancolare auch für den Bajonettanschluss von Kameras der Praktica-B Serie unter dem Namen "Carl Zeiss Jena Prakticar" hergestellt. Für den Export nach Westeuropa bestimmte Modelle tragen als Herstellerbezeichnung statt eines Hinweises auf den VEB Carl Zeiss den Hinweis „aus Jena“. Für ein Jenaer Zoomobjektiv 2,7-3,5/35-70 mm wurde speziell für die Variante mit M42-Anschluss außerdem die Bezeichnung „Vario-Pancolar“ verwendet.